# Toggenburgerkrieg
Fischbach – Sins – Villmergen II
Der Toggenburgerkrieg, auch Zweiter Villmergerkrieg oder Zwölferkrieg genannt, war ein kriegerischer Konflikt in der Eidgenossenschaft, der vom 12. April bis zum 11. August 1712 dauerte. Auf der einen Seite standen die katholischen «Inneren Orte» und der Fürstabt von St. Gallen, auf der anderen Seite die reformierten Orte Bern und Zürich sowie die äbtischen Untertanen im Toggenburg. Der Konflikt war gleichzeitig ein Religionskrieg, ein Krieg um die Hegemonie in der Alten Eidgenossenschaft und ein Untertanenaufstand. Er endete mit dem Sieg der Reformierten und brachte eine Neuordnung der politischen Verhältnisse innerhalb der Eidgenossenschaft mit sich.

## Vorgeschichte
Auslöser des Kriegs war ein Konflikt zwischen dem Fürstabt von St. Gallen, Leodegar Bürgisser, und seinen reformierten Untertanen in der Grafschaft Toggenburg, die seit 1460 zur Fürstabtei gehörte, gleichzeitig aber seit 1436 in einem Landrecht mit den eidgenössischen Orten Glarus und Schwyz stand. Seit der Reformation war das Toggenburg zu etwa zwei Dritteln reformiert, die Mehrheitsverhältnisse waren jedoch je nach Gemeinde sehr unterschiedlich. Nach dem Übergang der Landeshoheit an die Fürstabtei war den reformierten Bewohnern des Toggenburgs von ihren eidgenössischen Verbündeten Zürich und Bern und auch vom Fürstabt die Respektierung des Prinzips der Parität, der Gleichberechtigung beider Konfessionen, zugesagt worden. Trotzdem unternahmen die Fürstäbte im Rahmen der Gegenreformation Versuche, das Toggenburg wieder dem katholischen Glauben zuzuführen. In allen Gemeinden, auch in den fast ganz reformierten, wurde die Stellung der Katholiken gestärkt und in einigen Orten neue katholische Kirchen gebaut, damit die gemeinsame Nutzung der bisherigen Pfarrkirchen nicht mehr nötig war.
Im 17. Jahrhundert begannen die Fürstäbte und ihre weltlichen Verwalter, die Landeshofmeister, die äbtischen Hoheitsgebiete im Rahmen der absolutistischen Praxis der Zeit straffer zu organisieren und mindestens ansatzweise modernerer Verwaltung zu unterwerfen. Immer wieder kam es in diesem Zusammenhang zu Konflikten wegen Übergriffen der äbtischen Behörden auf reformierte Geistliche. 1663 versuchte etwa der fürstäbtische Landvogt des Toggenburgs in Lichtensteig, Wolfgang Friedrich Schorno, den dortigen reformierten Pfarrer Jeremias Braun wegen einer angeblichen Gotteslästerung während einer reformierten Predigt zum Tode zu verurteilen. Nur dank einer Intervention des reformierten Appenzell Ausserrhoden konnte Braun gerettet werden – er musste jedoch eine Verbannung akzeptieren. Vier Jahre später erreichten die Toggenburger nach Intervention der Schirmorte die Absetzung Schornos durch Abt Gallus Alt (1654–1687).
Im Rahmen der Gegenreformation verbündeten sich 1695 die sieben katholischen Kantone der Eidgenossenschaft und der Fürstabt von St. Gallen zur Rettung des Katholizismus vor der «unkatholischen Religion». Um die Verbindungen zwischen der Fürstabtei und der katholischen Innerschweiz zu stärken, schlug Schwyz 1699 dem Fürstabt Leodegar Bürgisser (1696–1717) vor, eine neue Strasse über den strategisch und wirtschaftlich für die katholischen Kantone wichtigen Rickenpass zwischen Uznach und Wattwil anzulegen. So sollte im Kriegsfall eine schnelle Verlegung katholischer Truppen ins Toggenburg und ins Fürstenland ermöglicht werden.
Nach der Beilegung des Kreuzkrieges mit der ebenfalls reformierten Stadt St. Gallen 1697 befahl Fürstabt Bürgisser der Gemeinde Wattwil die Anlage der Strasse über den Rickenpass auf toggenburgischer Seite durch Frondienste. Aus der Weigerung der Wattwiler am Bau dieser Strasse mitzuwirken, die sie als Bedrohung für ihre Glaubensfreiheit wie auch als finanzielle Unterdrückung wahrnahmen, ergab sich ein ernsthafter Konflikt mit dem Fürstabt. Dieser liess schliesslich den höchsten toggenburgischen Magistraten, den Landweibel Josef Germann, kurzerhand einkerkern, um den Widerstand zu brechen. Da Germann Katholik war, fanden die Klagen der Toggenburger bei den Schirmorten Gehör, die sich für die Toggenburger einsetzten. In dieser Situation bewog der Landeshofmeister Fidel von Thurn den Abt, diplomatische Fühler ins Reich auszustrecken und 1702 ein Schirmbündnis mit Kaiser Leopold I. aus dem Haus Habsburg abzuschliessen und von diesem 1706 sogar die Investitur als Reichsfürst zu empfangen. Damit drohte der Konflikt auf eine europäische Ebene gehoben zu werden. Da die Eidgenossenschaft seit dem Westfälischen Frieden von 1648 endgültig aus dem Reichsverband ausgeschieden war, hätte es eine schwerwiegende Verletzung ihrer Souveränität dargestellt, wenn die Fürstabtei durch die Anerkennung einer Oberhoheit des Kaisers unter österreichisch-habsburgischen Einfluss geraten wäre. Dies konnten insbesondere die beiden Appenzell, aber auch Zürich nicht hinnehmen. Daneben war die Fürstabtei von der Bevölkerung her der viertgrösste Staat der Eidgenossenschaft und war auch wirtschaftlich für die Ostschweiz von zentraler Bedeutung.
Die Toggenburger suchten und fanden vorerst Verbündete bei ihren Schirmorten Schwyz und Glarus, mit denen sie 1703 und 1704 das Landrecht erneuerten. Daneben machten sich zunehmend auch die reformierten Vororte Zürich und Bern für die Sache der Toggenburger stark. Sie unterbreiteten dem Fürstabt 1707 einen Vermittlungsvorschlag, der dem Toggenburg weitreichende Autonomierechte verliehen hätte, worauf der Abt jedoch nicht einging. Damit begann eine Kette von Ereignissen, die schliesslich in der kriegerischen Eskalation mündete.

## Eskalation

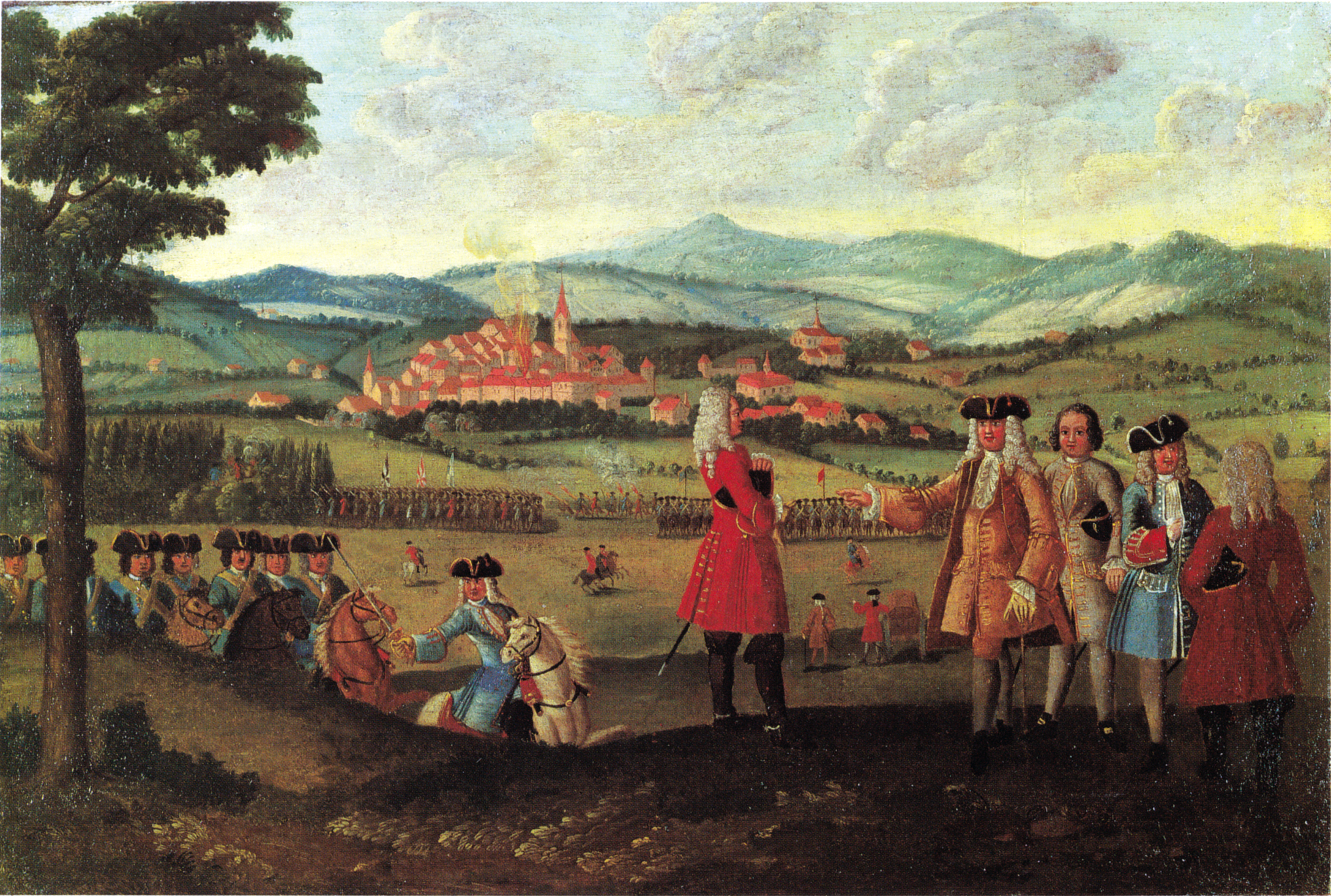
Die Beschiessung von Wil am 21. Mai 1712 durch Zürcher und Berner Artillerie

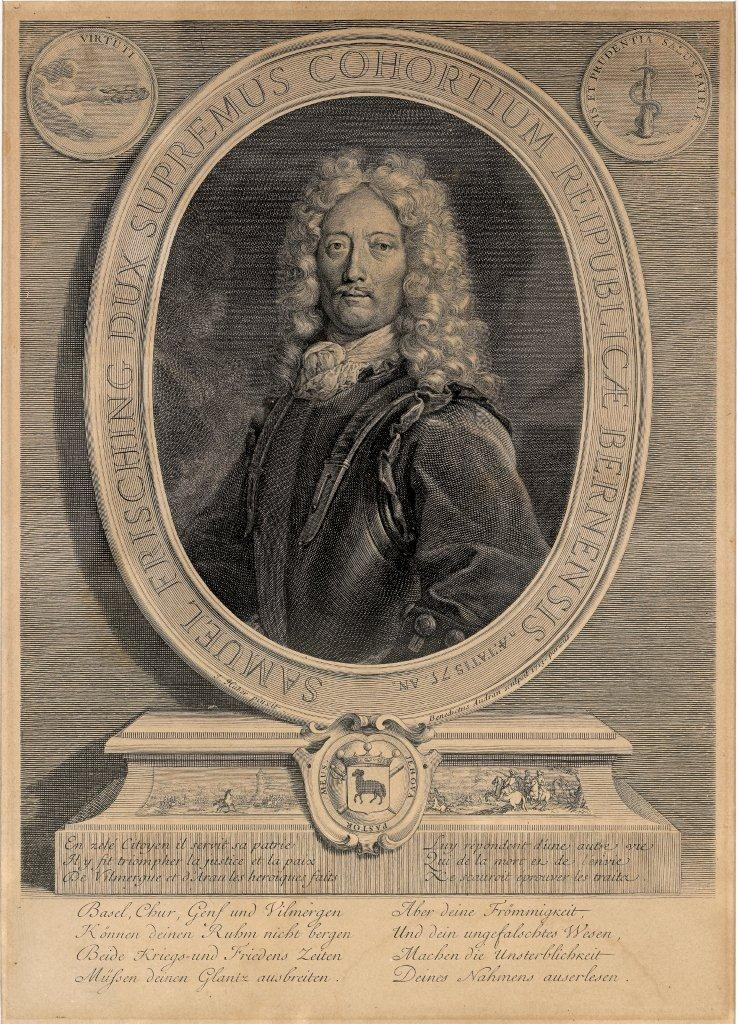
Samuel Frisching, General der bernischen Truppen in der zweiten Schlacht bei Villmergen

Den ersten Schritt zur Eskalation machten mit Billigung von Bern und Zürich die Toggenburger, die am 23. März 1707 in Wattwil an einer Landsgemeinde einen Verfassungsentwurf verabschiedeten, der unter der Wahrung der Hoheitsrechte der Fürstabtei St. Gallen eine autonome Landesverwaltung einsetzte. Damit konstituierten sie sich nach dem Vorbild Appenzells als Landsgemeindedemokratie. Alle äbtischen Beamten und der Landvogt wurden ausgewiesen und die Religionsfreiheit erlassen, was sich klar gegen die Interessen der katholischen Kantone richtete. Deshalb schwenkte nun der katholische Schirmort Schwyz auf die Seite des Fürstabtes, worauf der Streit eine entschieden konfessionelle Note annahm und die Eidgenossenschaft entlang der Konfessionsgrenzen Partei für den Fürstabt bzw. die Toggenburger ergriff. In dieser Zeit wurde der gegen die Aristokratie opponierende Josef Anton Stadler in Schwyz enthauptet. Vermittlungsversuche durch die kaiserlichen und französischen Gesandten in der Eidgenossenschaft scheiterten und die reformierten Orte drängten auf eine Bereinigung des Streites vor dem Ende des Spanischen Erbfolgekrieges, der eine Intervention des Auslandes unwahrscheinlich erscheinen liess.
Der Streit spitzte sich in der Folge derart zu, dass die Toggenburger mit Zürcher Unterstützung militärisch rüsteten und 1710 die fürstäbtischen Schlösser Lütisburg, Iberg und Schwarzenbach besetzten. Die konfessionellen Streitigkeiten spalteten nun die Toggenburger selbst entlang der Konfessionsgrenzen in gemässigte «Linde» und radikale «Harte», so dass 1711 einige katholische Gemeinden sich dem Abt wieder unterwarfen. Die «Harten» besetzten darauf mit Duldung Berns und Zürichs diese Gemeinden, die äbtischen Güter sowie die Klöster Magdenau und Neu St. Johann militärisch. Dieses Vorgehen zwang den Fürstabt endgültig, militärisch einzugreifen und bedeutete die Eskalation auch auf eidgenössischer Ebene.
Am 13. April 1712 veröffentlichten Bern und Zürich ein Manifest gegen den Fürstabt von St. Gallen und legten damit ihre Unterstützung für die Toggenburger offen. Auf der anderen Seite veröffentlichten die fünf inneren Orte Luzern, Schwyz, Uri, Zug und Unterwalden ein Gegenmanifest und rüsteten zum Krieg. Bern und Zürich fanden Unterstützung in Genf und Neuenburg sowie in seinen Verbündeten im Fürstbistum Basel, Biel, Moutier und La Neuveville. Die fünf Orte wurden vom Wallis und ihren Vogteien im Tessin sowie den Freien Ämtern unterstützt. Die übrigen Orte blieben neutral, die katholischen Orte Freiburg und Solothurn aus Rücksicht auf Bern und Frankreich, die reformierte Stadt St. Gallen war durch äbtisches Territorium eingeschlossen, Glarus innerlich gespalten. Die Drei Bünde mobilisierten zwar wegen des Bündnisses von 1707 mit Zürich für die reformierte Sache, griffen aber nicht in die Kampfhandlungen ein.

## Kriegsverlauf
Da Bern und Zürich den Krieg von langer Hand vorbereitet hatten, ergriffen sie die Offensive. Bern eröffnete die erste Phase des Krieges am 26. April, als es erste Truppen bei Stilli über die Aare setzte, um Zürich bei der Besetzung des Thurgaus und beim Angriff auf die fürstäbtischen Lande zu unterstützen. Mitte Mai rückten rund 3000 Zürcher, 2000 Berner, 2000 Toggenburger und 1800 reformierte Thurgauer in das Fürstenland ein und trafen zuerst auf die fürstäbtische Stadt Wil, die nach kurzer Belagerung am 22. Mai fiel. Die Verbündeten drangen darauf bis nach St. Gallen vor und besetzen das Kloster und die Vogtei Rheintal. Der Abt floh nach Neuravensburg, eine Herrschaft nördlich des Bodensees, die 1699 an das Kloster gekommen war. Die fünf Orte besetzten zwar Rapperswil, liessen aber den Fürstabt vorerst ohne Unterstützung. Das Kloster und seine Güter wurden gemäss dem damaligen Kriegsrecht unter Zwangsverwaltung gestellt, die beweglichen Güter und Vermögenswerte nach Bern und Zürich abgeführt.
Zum Hauptkriegsschauplatz wurde wie schon im ersten Villmergerkrieg der Aargau. Die fünf Orte besetzten die Städte Baden, Mellingen und Bremgarten mit ihren strategischen Flussübergängen und drohten damit einen Keil zwischen Zürich und Bern zu treiben. Die Berner schritten unter dem Kommando von Generalmajor Jean de Sacconay unverzüglich zum Gegenangriff und bereits am 22. Mai kam es in der Grafschaft Baden in der Nähe von Mellingen zu einem ersten Gefecht. Es ging zugunsten der Berner aus, die anschliessend die Stadt einnahmen. Am 26. Mai setzten sie sich auch in der «Staudenschlacht bei Fischbach» durch und besetzten Bremgarten. Vereint mit den Zürcher Truppen zogen die Berner vor Baden, das am 1. Juni kapitulieren musste. Die Festung der katholischen Stadt, der «Stein», der nach dem ersten Villmergerkrieg trotz Protesten der reformierten Orte wieder aufgebaut worden war, wurde als Symbol des reformierten Sieges unverzüglich geschleift. Damit hatten Bern und Zürich erfolgreich verhindert, dass sie durch die fünf Orte im Aargau getrennt werden. Die fünf Orte nahmen daraufhin am 3. Juni Friedensverhandlungen auf und am 18. Juli 1712 unterzeichneten Zürich, Bern, Luzern und Uri in Aarau einen Frieden. Dieser sah vor, dass die fünf Orte ihren Anteil an den gemeinen Herrschaften Grafschaft Baden und (teilweise) Freie Ämter verlieren sollten.
Die zweite, weit blutigere Phase des Krieges, wurde durch die Ablehnung des Friedens von Aarau durch die vom päpstlichen Nuntius Caraccioli beeinflussten Landsgemeinden von Schwyz, Zug und Unterwalden ausgelöst. Auch in Luzern und Uri zwang das Volk die Regierung, erneut die Waffen gegen die reformierten Orte zu erheben. Am 20. Juli kam es zu einem ersten Angriff der Truppen der fünf Orte auf bernische Verbände bei Sins, die sich daraufhin zum Berner Hauptheer bei Muri zurückzogen (Gefecht von Sins). Am 22. Juli griffen Schwyzer und Zuger Truppen die Zürcher Schanzen bei Richterswil und Hütten erfolglos an. Am 25. Juli kam es bei Villmergen zur Entscheidungsschlacht. 8'000 Mann starke bernische Verbände traten unter dem Kommando von Samuel Frisching, Niklaus von Diesbach und Jean de Sacconay gegen 12'000 Mann aus der Innerschweiz unter dem Kommando von Franz Konrad von Sonnenberg und Ludwig Christian Pfyffer an. Der längere Zeit unentschiedene Kampf wurde durch das Eingreifen eines frischen Berner Korps aus Seengen und Lenzburg sowie die überlegene Berner Artillerie entschieden. Nach dem Sieg in der Zweiten Schlacht von Villmergen drangen die Berner und Zürcher in die Luzerner Landschaft, das Gebiet von Zug, über den Brünigpass nach Unterwalden und über Rapperswil in die Linthebene vor, worauf der Widerstand der fünf Orte endgültig zusammenbrach.

## Der Friede von Aarau bzw. der «Vierte Landfriede»
Im Frieden von Aarau vom 11. August 1712, dem vierten Landfrieden in der Geschichte der Eidgenossenschaft, sicherten sich Bern und Zürich die Vorherrschaft in den gemeinen Herrschaften. Damit wurde die seit 1531 bestehende politische Hegemonie der katholischen Orte in den gemeinen Herrschaften beendet. Gleichzeitig bedeutete dies auch die Herstellung eines ausgeglichenen Religionsfriedens in der Alten Eidgenossenschaft.
Die territorialen Bedingungen des Friedens wurden gegenüber dem ersten Frieden noch etwas verschärft:
- Zürich und Bern erhielten mit Glarus die Grafschaft Baden und die unteren Freien Ämter, begrenzt durch eine Linie zwischen Oberlunkhofen und Fahrwangen. Damit war die militärische Verbindung zwischen dem Berner Aargau und Zürich gewährleistet bzw. der Zugang der katholischen Orte nach Norden gesperrt.
- Die Schirmvogtei Rapperswil fiel an Zürich, Bern und Glarus.
- Das schwyzerische Hurden wurde zur gemeinen Herrschaft von Zürich und Bern.
- Bern wurde in die Mitherrschaft aller gemeinen Herrschaften aufgenommen, an denen es bis damals noch keinen Anteil hatte: Thurgau, Vogtei Rheintal, Grafschaft Sargans und die oberen Freien Ämter.
- In den gemeinen Herrschaften und im Toggenburg erhielten die Untertanen die Freiheit zur Ausübung der katholischen und reformierten Religion.

Weitergehende Zürcher Ansprüche auf die Grafschaft Uznach, die im Alten Zürichkrieg verlorenen Höfe und die Vogtei Gaster wurden von Bern und den übrigen Orten nicht unterstützt.
Verfassungsrechtlich setzte der Vierte Landfriede auch den 1656 vom Dritten Landfrieden bestätigten Zweiten Kappeler Landfrieden von 1531 ausser Kraft. Damit wurde die reformierte Religion an der Tagsatzung sowie in der Verwaltung der Vogteien formell gleichberechtigt, und in allen Belangen, die beide Religionen betrafen, herrschte nun Parität. In den Landvogteien Thurgau, Baden, Sargans und Rheintal erhielten die reformierten Gemeinden nun unter Zürcher Oberhoheit die Garantie ihrer Religionsausübung, wobei die Rechte der Katholiken gewahrt blieben. An die Stelle blosser Duldung trat für die Reformierten die Gleichberechtigung mit der althergebrachten katholischen Religion. Über die konfessionellen Fragen wachte fortan die «Landfriedliche Kommission», die sich aus Vertretern aus Zürich, Bern, Luzern und Uri zusammensetzte.
Der Fürstabt von St. Gallen, Leodegar Bürgisser, floh mit seinem Konvent am 29. Mai ins Exil auf Schloss Neuravensburg, dem Verwaltungssitz einer St. Galler Herrschaft nördlich von Lindau. Zürich und Bern besetzten das Fürstenland und verwalteten es gemeinsam. Einen grossen Teil der in St. Gallen zurückgelassenen mobilen Klostergüter, darunter Teile des Archivs und der Bibliothek, führten sie weg. Wegen der in seinen Augen zu weit gehenden Beschneidung der Rechte der Fürstabtei und der Gefährdung der katholischen Religion im Toggenburg verwarf Abt Bürgisser den am 28. März 1714 mit Zürich und Bern ausgehandelten Frieden von Rorschach. Erst nach dem Tod von Fürstabt Bürgisser wurde mit seinem Nachfolger Fürstabt Joseph von Rudolphi (1717–1740) am 16. Juni 1718 der Friede von Baden  geschlossen. Die Fürstabtei St. Gallen wurde wiederhergestellt, einschliesslich der Herrschaft über das Toggenburg, wobei dessen Autonomie und die Religionsfreiheit bestätigt wurden.
Zürich und Bern ratifizierten den Frieden am 11. August 1718. Dass Papst Klemens XI. den Frieden wenig später in einem Breve verwarf, hatte keinen Einfluss mehr auf die Lösung des Konfliktes. Abt von Rudolphi kehrte am 7. September 1718 nach sechsjährigem Exil ins Kloster St. Gallen zurück. Am 23. März 1719 konnte er einen grossen Teil der zu Beginn des Krieges nach Zürich gebrachten Bibliothek in Empfang nehmen. Weitere Gegenstände aus der Beute der Berner trafen 1721 in St. Gallen ein. Jedoch verblieben weiterhin wertvolle Stücke der St. Galler Klosterbibliothek in Zürich, darunter Handschriften, Gemälde, astronomisches Gerät und der St. Galler Globus. Der in den 1990er Jahren neu entflammte Kulturgüterstreit zwischen Zürich und St. Gallen konnte erst 2006 gütlich beigelegt werden.
Der Konflikt zwischen der Fürstabtei und dem Toggenburg schwelte weiter bis zur Auflösung des Klosterstaates 1798, nachdem 1735 zwei äbtische Beamte ermordet worden waren und 1739 eine Konferenz in Frauenfeld zwischen den Parteien ebenfalls ergebnislos verlaufen war.